# Take a Chance (film fra 1918)
Take a Chance er en amerikansk stumfilm fra 1918 af Alfred J. Goulding.

## Medvirkende
- Harold Lloyd
- Snub Pollard
- Bebe Daniels
- William Blaisdell
- Sammy Brooks
- Harry Burns
- Billy Fay
- James A. Fitzgerald
- William Gillespie
- Lew Harvey
- Wallace Howe
- Bud Jamison
- Dee Lampton
- Belle Mitchell